# 星球大戰 絕地武士III：絕地學院
《星球大戰 絕地武士III：絕地學院》是一款星際大戰游戏，于2003年發行的第一和第三人稱射擊游戏。遊戲由Raven Software開發，LucasArts在北美发行、動視在欧洲發行、CyberFront在日本发行。遊戲于2003年9月Microsoft Windows和Mac OS X上发行，11月在Xbox上发行，並獲得了積極的評價。 在2009年9月，這遊戲連同《星球大戰：黑暗力量》、《星球大戰——絕地武士：黑暗力量II》、《星球大戰 絕地武士：西斯之謎》還有《星球大戰 絕地武士II：絕地放逐者》一起，通过Steam和Direct2Drive重新發行。
《絕地學院》和前作《星球大戰 絕地武士II：絕地放逐者》相同，皆采用id Tech 3引擎。本作增加了新功能——玩家可以修改角色的性別和外貌，并自訂光劍的形態和顏色。
在單人模式中，玩家控制角色Jaden Korr，一個在絕地學院中在凱爾·卡塔恩個別指導下的學生。玩家一定要完成由卡塔恩和路克·天行者下達的各項任務。玩家可在遊戲中，通过區域網絡其他玩家联机一起遊玩。